# 蔡相
蔡相（1457年—？年），字元鼎，順天府大興縣人，匠籍，明朝政治人物。進士出身。

## 生平
早年出身儒士，成化十三年（1477年）丁酉科順天府鄉試第一百十九名。成化十四年（1478年）聯捷戊戌科會試第一百三十七名。殿試登進士第二甲第二十一名。歷官刑部员外郎，弘治五年（1492年）九月被降调外任，为陕西商州知州。九年三月升廣西按察司佥事，十五年九月升河南布政司左參議。正德三年（1508年）正月考察去職。

## 家族
曾祖父蔡亮。祖父蔡潤，曾任封工部郎中。父亲蔡誌，曾任右參政。母屠氏，封宜人。重庆下。娶楊氏。